# آغار بورديت-جينغو
أجار بورديت-جينغو (بالإنجليزية: Bordet-Gengou agar) عبارة عن النوع الأمثل من أطباق الأجار لعزل البورديتيلا، ويحتوي على الدم ومستخلص البطاطس وجليسرول بالإضافة لمضاد حيوي مثل السيفالكسين أو البنسيلين وفي بعض الأحيان النيكوتيناميد. ويزود مستخلص البطاطس بالنيتروجين والفيتامينات، والأحماض الدهنية الممتصة لنشا البطاطس تتواجد في الإفرازات الأنفية أو قطن المسحات التجميعي الذي يمنع النمو، بينما يمثل الجليسرول المصدر الكربوني. وقد أقرّ كتاب «الميكروبيولوجيا الطبية» في الإصدار الرابع  أن وسط «ريجان – لو»  (المحتوي على الفحم، الدم، والمضاد الحيوي) قد حل محل وسط «بورديت – جينغو» باعتباره الوسط المفضل للتحضين الروتيني للبكتيريا المسببة للسعال الديكي.
وكان من الصعب زراعة بكتيريا البورديتيلا، وقد اخترع كلاً من جولز بورديت (بالإنجليزية: Jules Bordet) وأوكتاف جينغو (بالإنجليزية: Octave Gengou) الإصدار الأول من أجل عزل الباسيليس، وسموه «بورديت – جينغو» عام 1906، والتي كانوا يعتقدوا أنها مرتبطة بمرض السعال الديكي. وفي عام 1909، لم يتم بعد معرفة أن بكتيريا الباسيليس هي المسبب للمرض وحدها.